# راندي غروسمان
راندي غروسمان (بالإنجليزية: Randy Grossman)‏ هو لاعب كرة قدم أمريكية أمريكي، ولد في 20 سبتمبر 1952 في فيلادلفيا في الولايات المتحدة.

## وصلات خارجية
- راندي غروسمان على موقع مرجع كرة القدم المحترفة.كوم (الإنجليزية)
- راندي غروسمان على موقع كلية كرة القدم في سبورتس رفرنس.كوم (الإنجليزية)